# (10019) Wesleyfraser
(10019) Wesleyfraser est un astéroïde de la ceinture principale.

## Description
(10019) Wesleyfraser est un astéroïde de la ceinture principale. Il fut découvert le 25 juin 1979 à l'Observatoire de Siding Spring par Eleanor Francis Helin et Schelte J. Bus. Il présente une orbite caractérisée par un demi-grand axe de 3,09 UA, une excentricité de 0,11 et une inclinaison de 2,8° par rapport à l'écliptique.
Il a été nommé d'après le chercheur Wesley C. Fraser de l'Université Queen's de Belfast.